# Marco Minnemann
Marco Minnemann (* 24. prosince 1970 Hannover) je německý bubeník a kytarista. V roce 2010 odehrál turné s kapelou Adrian Belew Power Trio a vydal společné album s Treyem Gunnem nazvané Modulator. V následujících letech hrál na turné Stevena Wilsona k albu Grace for Drowning (na albu samotném nehrál) a v roce 2013 hrál na jeho albu The Raven That Refused to Sing (And Other Stories). Od roku 2011 je spolu s kytaristou Guthrie Govanem a baskytaristou Bryanem Bellerem členem skupiny The Aristocrats. Během své kariéry spolupracoval s řadou dalších hudebníků, mezi které patří Tony MacAlpine, Eddie Jobson, The Kelly Family, Tony Levin, Jordan Rudess nebo Paul Gilbert.